# Sophie Dethleffs

Sophie Dethleffs

Sophie Auguste Dethleffs (* 10. Februar 1809 in Heide, Herzogtum Holstein; † 13. März 1864 in Hamburg) war eine deutsche Mundart-Dichterin (Plattdütsch).

## Leben

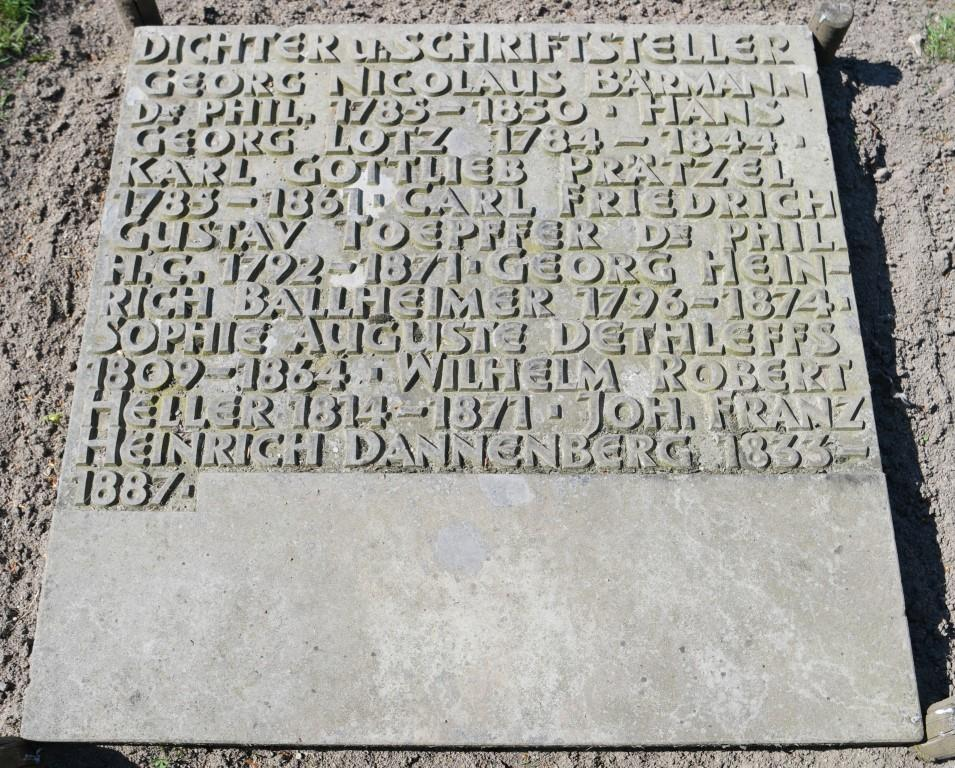
Sammelgrabplatte Dichter und Schriftsteller, Friedhof Ohlsdorf

Sophie Auguste Dethleffs (auch: Dethlefs) wurde im Alten Pastorat in Heide als jüngste Tochter des Branddirektors und königlichen Beamten Dethleffs geboren. Ihre Mutter starb gleich nach ihrer Geburt, ihr Vater starb 1838, danach hatte der Justizrat Paulsen sie angenommen, in seinem Hause ist sie eine Art Gesellschafterin gewesen.
Sie verfasste zu Taufen, Polterabenden, silbernen Hochzeiten und ähnlichen Anlässen Gedichte. Theaterstücke hat sie auch geschrieben.
Ihr Gedicht „De Fahrt na de Isenbahn“ war bereits bekannt, lange bevor es 1850 in einem schleswig-holsteinischen Volkskalender gedruckt wurde.
Im Jahr 1848 verstarb Paulsen und Sophie Dethleffs vereinsamte, 1853 fand sie die Aufnahme im Schröderstift  für „Hilfebedürftige aus besseren Ständen“ in Hamburg, wo sie am 13. März 1864 im Alter von 55 Jahren starb. Sophie Dethleffs wurde auf dem Friedhof St. Katharinen beigesetzt.

## Ehrungen
Klaus Groth verfasste zu Ehren Sophie Dethleffs ein vierstrophiges Gedicht.
Auf dem Althamburgischen Gedächtnisfriedhof des Ohlsdorfer Friedhofs wird auf der Sammelgrabplatte Dichter und Schriftsteller an „Sophie Auguste Dethleffs“ erinnert.
Seit 1948 gibt es in Hamburg-Lohbrügge die Dethlefstwiete, benannt nach Sophie Auguste Dethlefs.
Ebenfalls wurde eine Straße in Heide nach ihr benannt. Diese Straße wurde 2021/22 aufwendig saniert und ist nun eine Shared-Space-Zone und dient somit als Verlängerung der Fahrradstraße in der Klaus-Groth-Straße.

## Werke
- Werke 1: Plattdeutsche Gedichte. (Herausgegeben von Tim Voß und Inge Harländer) Leipzig: Reinecke & Voß 2010, ISBN 978-3-9813470-3-6
- Gedichte. Pauly, Heide 1850. (Digitalisat) (Neu herausgegeben von Michael Töteberg. Heide (Holstein): Boyens 1989, ISBN 3-8042-0460-0)
- De Fahrt na de Isenbahn, Artur Fürst zu Ehren, Erasmusdruck Berlin, 1850 (1921 Neudruck)
- Gedichte in hochdeutscher und plattdeutscher Mundart. 2 Bände. Kittler, Leipzig 1861. (Digitalisat der 5. Aufl. 1878)